# G. Evelyn Hutchinson
George Evelyn Hutchinson (Cambridge, 30 januari 1903 – Londen, 17 mei 1991) was een Brits-Amerikaans zoöloog en ecoloog.
Hij was een van de belangrijkste ecologen van de twintigste eeuw en wordt beschouwd als de vader van de moderne limnologie.

## Biografie
Hutchinson volgde les aan Gresham's School te Holt (Norfolk) en aan de Universiteit van Cambridge. Na twee jaar lesgegeven te hebben aan de Universiteit van Witwatersrand in Zuid-Afrika, trok hij in 1928 naar de Yale-universiteit, om er een loopbaan uit te bouwen die drieënveertig jaar zou duren. Hij werd genaturaliseerd tot Amerikaan in 1941.
In 1949 werd Hutchinson verkozen tot lid van de American Academy of Arts and Sciences en in 1950 tot lid van de National Academy of Sciences. Hij won de National Medal of Science in 1991.
Na zijn pensioen bracht hij veel van zijn tijd door in zijn geboorteland Engeland, waar hij ook stierf in 1991.

## Werken
- 'The Clear Mirror' (1936)
- 'The Itinerant Ivory Tower' (1953)
- 'A Preliminary List of the Writings of Rebecca West', 1912–51 (1957)
- 'A Treatise on Limnology' (1957, 1967, 1975, 1993)
  - 'Vol I Geography, Physics and Chemistry' (1957)
  - 'Vol II Introduction to Lake Biology and the Limnoplankton' (1967)
  - 'Vol III Limnological Botany' (1975)
  - 'Vol IV The Zoobenthos' (1993)
- 'The Enchanted Voyage' (1962)
- 'The Ecological Theater and the Evolutionary Play' (1965)
- 'Introduction to Population Ecology' (1978)
- 'The Kindly Fruits of the Earth: Recollections of an Embryo Ecologist' (Yale University Press, 1979)

- Bibsys: 90745390
- Bibliothèque nationale de France: cb12214228w (data)
- Author citation (botany): G.E.Hutch.
- Catàleg d'autoritats de noms i títols de Catalunya: 981058520953906706
- CiNii: DA03144834
- Gemeinsame Normdatei: 144039036
- International Standard Name Identifier: 0000 0001 2138 7660
- Library of Congress Control Number: n50030340
- Nationale Bibliotheek van Letland: 000094592
- Mathematics Genealogy Project: 62921
- Nationale Bibliotheek van Tsjechië: skuk0003158
- Nationale bibliotheek van Australië: 36246304
- Nationale Bibliotheek van Israël: 987007279754705171
- Nationale Bibliotheek van Polen: a0000001979679
- Nationale en Universitaire bibliotheek Zagreb: 000252867
- Nederlandse Thesaurus van Auteursnamen: 069463719
- Réseau des bibliothèques de Suisse occidentale: 02-A003392283
- LIBRIS: 62277
- SNAC: w69w0p70
- Système universitaire de documentation: 030800080
- Trove: 1236059
- Virtual International Authority File: 71440220
- WorldCat: E39PBJyGXVcMDB89JtFDWjKcfq

1. ↑  https://tylerprize.org/laureates/past-laureates/.
2. ↑  https://www.esa.org/history/2013/08/eminent-ecologist-award/.
3. ↑  https://www.kyotoprize.org/en/laureates/.
4. ↑  https://www.nasonline.org/programs/awards/evolution-earth-and-life.html.
5. ↑  Complete List of Royal Society Fellows 1660-2007; pagina('s): 183.
6. ↑  JSTOR; JSTOR-identificatiecode voor artikel: 4064462.
7. ↑  https://www.nasonline.org/programs/awards/nas-award-for-environmental.html.
8. ↑  https://limnology.org/naumann-thienemann-medals/.